# Molophilus dido
Molophilus dido är en tvåvingeart som beskrevs av Alexander 1943. Molophilus dido ingår i släktet Molophilus och familjen småharkrankar.
Artens utbredningsområde är Venezuela. Inga underarter finns listade i Catalogue of Life.